# 菊池茂夫
菊池 茂夫（きくち しげお、1965年8月4日 - ）は、日本の写真家。東京都五反田生まれ、神奈川県座間市育ち。
パンクを中心にミュージシャン、映画関係、プロレス、格闘技、のらねこを撮影。
現在は雑誌 Punk Rock Issue Bollocksを中心に撮影。
現在まで200枚以上のジャケット撮影。雑誌の表紙撮影はDOLL MAGAZINE、SHAKE、PUNK ISSUE Bollocks、KAMINOGE、kamipro、映画秘宝、Rooftop、FOLLOW-UP、BURRN!、バンドやろうぜ！、GON!、BURST他多数に及ぶ。

## 経歴
- 1965年 - 8月4日東京五反田で生まれる。杉並区永福町で育つ。
- 1984年 - 神奈川県立大和東高等学校卒業後、4月に親類が経営する日本料理屋で働く為にアメリカ フロリダ州ペンサコーラに居住。
- 1986年 - 1968年から座間市で生活。東京都芝浦のSTUDIO LOFTに入社。スタジオマンとして撮影の基礎を学ぶ。系列会社のスタジオ青山、青山レンタルでのアシスタント、ロケアシも兼ねる。
- 1987年 - スタジオ青山へ移籍。
- 1988年 - スタジオ青山を退社。STUDIO FUN設立に参加。
- 1989年 - STUDIO FUN退社。フリーランスで活動開始。
- 1990年 - JICC出版局（現宝島社）の雑誌宝島と契約。
- 1991年 - JICC出版局と契約解除。フリーランスに戻る。
- 2010年 - 野良猫保護シェルターのsmile catで譲り受けたはっちゃんとてんちゃんと暮らし始める。
- 2012年 - 雑誌Punk Rock Issue Bollocksに創刊号から編集で参加。
- 2014年 - 雑誌Bollocksと契約満了。株式会社Showcase入社。
- 2016年 - 株式会社Showcase退社。
- 2018年 - 個人事務所名をDynasty Pictures SJKに改名。同名の通販サイトを開設して自分の作品(写真集、Ｔシャツ、プリント)の通販を始める。
- 2018年 - 椎間板ヘルニア発症。

## 概要
中学校時代から写真部に在籍し、一眼レフのカメラを使っていたが、本格的に写真家を目指したのは日本のバンドARBとラフィンノーズの影響を受けて。ライブ撮影をメインにTATTOOや野良猫の撮影も多い。
日本のバンドでは怒髪天、eastern youth、blood thirsty butchers、THE RYDERS等を長年撮り続けている。海外のバンドの撮影も多く、THE DAMNED、MISFITS、GBH、ROCKET FROM THE CRYPT、SLIPKNOT等を長く撮影している。
写真以外の活動として、映画やミュージックビデオへの多数出演がある。代表的なのは1999年のMISFITSのPV「SCREAM」（ジョージAロメロ監督）や2000年の「ELECTRIC DRAGON 80000V」（石井岳龍監督）。
今までに ROCKET FROM THE CRYPTのトリビュート・アルバム「A CASE OF RFTC JUNKIES」（2003年）、THE DAMNEDのトリビュート・アルバム「The Curse of THE DAMNED-TRIBUTE OF THE DAMNED」（2005年）の2枚のアルバムをプロデュースしている。

## 主な写真集
- 「THE HONG KONG KNIFE –THE THIRTEEN SUTITION」（2001年）
THE HONG KONG KNIFEの写真集。全てモノクロ。ライブ会場限定で発売された。絶版。
- 「WHAT’S BURNING UP THE KIDS」（2001年）
THE HONG KONG KNIFE,MAD3,RETRO GRETIONの3バンドのライブ写真で構成された。全てモノクロ。3バンドのライブ会場限定で発売された。絶版。
- 「BALZAC 20020511AX」（2002年）
BALZACの2002年5月11日の渋谷AXでのライブを撮り下ろした写真集。BALZACのサイトで限定発売された。絶版。
- 「BALZAC LIQUIROOM 20050403」（2005年）
BALZACの2005年4月3日の恵比寿リキッドルームでのライブを撮り下ろした写真集。BALZACのサイトで限定発売された。絶版。
- 「ROCKER’S TATTOO」（2007年）ミリオン出版
ミュージシャンのTATTOOを撮影した写真集。ライブ写真も掲載されている。絶版。
- 「ROCKER’S TATTOO RETURNS」（2008年）ミリオン出版
絶版。
- 「ROCKER’S TATTOO ATTACKS!」（2009年）ミリオン出版
絶版。
- 「ROCK INK」（2012年）
DU BOOKS　ROCKER’S TATTOO3部作に続くTATTOO写真集。絶版。
- 「Bollocks Works 2012」（2013年）メディア総合研究所
2012年に雑誌「Punk Rock Issue Bollocks用に撮影した、日本のミュージシャンの写真で構成。絶版。
- 「のらねこ画報」（2013年）オークラ出版
のらねこ写真集。
- 「青春　blood thirsty butchers」（2013年）SECRETA TRADES
blood thirsty butchers写真集。1992年から2013年までの写真の中からセレクト。
- 「怒髪天　色あせぬ花」（2015年）Showcase
怒髪天写真集。1991年から2014年までに撮った写真の中からセレクト。怒髪天のライブ会場と通販で販売。

## 主な単行本表紙
- 魂、鳴りやまず　1991年　ARB
- 行きそで行かないとこへ行こう　1992年　大槻ケンヂ
- アジアン・ムービー・ジャンキーズ
- 幸福論　2005年　須藤元気（文庫版は2007年発売。）
- グラインドハウス映画入門　2007年　クエンティン・タランティーノ
- 自伝乙　2011年　長島⭐︎自演乙⭐︎雄一郎
- 衝撃の世界映画事件史　ロジャー・コーマン
- 同級生　2014年　柴田勝頼X後藤洋央紀

## 主なアルバム・ジャケット作品
- SLIPKNOT- 9.0 LIVE
- JOHNNY THUNDERS- SADDEST VACATION 1,2,
- MISFITS- EVILIVE2
- Blood thirsty butchers-  birdy,無題 no album
- eastern youth- 感受性応答セヨ、1996-2001、EASTERN YOUTH
- 怒髪天- 握拳と寒椿、武蔵野犬式、TYPE-D、桜吹雪と男呼唄、
- GASTUNK- REST IN PIECE
- THE METEORS- HELL IN THE PACIFIC
- THE RYDERS- LET’S GET TOGETHER,FROM JUNK STREET
- LAUGHIN’NOSE- AM A LIVE,GET SET GOAL,REGENERATION,GRAND PUNK RAILROAD,
- THE STREET BEATS- ETERNAL ROCK,FIST GO UP!、こんな時代の真ん中で、BEATS IS OUR LIFE、遥か繋がる未来、NEVER STOP ROLLING,
- COBRA- O.K. RIDE ON,THE GREATEST FUCK)IN X’MAS、東京ボイコット、
- The 5.6.7.8’s- PIN HEEL STOMP,MOJO WORKOUT
- BALZAC- CAME OUT OF THE GRAVE,HATRED
- 封印殺人映画　GOING TO PIECES THE RISE and FALL of THE SLASH FILM

ほか多数。

## 主な雑誌表紙
- DOLL
  - 1991年12月号　ザ・ダムド
  - 1993年4月号　ラモーンズ
  - 1994年4月号　イギー・ポップ
  - 1995年4月号　ホール
  - 1995年5月号　ミニストリ
  - 1996年11月号　GBH
  - 1997年4月号　ロケット・フロム・ザ・クリプト
  - 1997年5月号　ジョン・ライドン
  - 1998年2月号　ミスフィッツ
  - 1999年11月号　ジョー・ストラマー
  - 2000年12月号　バッド・ブレインズ
  - 2001年4月号　ディー・ディー・ラモーン他多数。
- BURRN! 2007年1月号　エアロスミス
- METALLION VOL.14 2001年　スレイヤーXパンテラ
- BASS MAGAZINE 2013年7月号　サンダーキャット
- リズム＆ドラムス・マガジン　2008年12月号　スリップノット
- BUSTARDS!
  - VOL.3 2001年　スリップノット
  - VOL.7 2002年　スリップノット
- EAT MAGAZINE
  - 2001年増刊号　スリップノット
  - 2006年9-10月号　スレイヤー
- KAMINOGE
  - 2012年　VOL.7　長州力
  - 2014年　VOL.36　柴田勝頼X後藤洋央紀X棚橋弘至
  - 2015年　VOL.38　桜庭和志Xスーパー・ササダンゴ・マシン
  - 2015年　VOL.39　飯伏幸太
- BURST
  - VOL.49 2002年 G.I.S.M.
- Punk Rock Issue Bollocks
  - 2012年NO.1 ザ・ダムドXラフィンノーズから2014年NO.14まで。
- GON!
  - 2002年6月号
  - 2002年10月号
  - 2002年11月号
- バンドやろうぜ！
  - 2001年9月号　スリップノット
- ロックバンド超入門　2000年　ザ・ハイロウズ
- SHAKE MAGAZINE
  - 2006年 NO.1 ソーシャル・ディストーションから2009年　NO.10ザ・ワイルドハーツまで。
- BOUNCE
  - 2000年7月号　ナンバーガール
  - 2002年5月号　ナンバーガール
- EXTRA
  - ISSUE 40　2001年　イースタンユース
  - ISSUE 47 2002年　ミスフィッツXバルザック
- FOLLOW UP
  - 2005年12月号　怒髪天
  - 2006年2月号　ザゼンボーイズ
  - 2009年　イースタンユース特集号
  - 2013年8月号　吉村秀樹
  - 2015年3月号　イースタンユース他多数。
- ROOFTOP
  - 2004年2月号　ブラッド・サースティ・ブッチャーズ
  - 2006年12月号　怒髪天
  - 2013年7月号　吉村秀樹他多数。
- GHOSTNOTE　VOL.6 2001年　スリップノット
- TOWER　1999年6月号　ハイ・スタンダード
- 映画秘宝　2005年2月号　内田裕也X中山一也
- kamipro
  - 93号　2005年　HG
  - 102号　2006年　ジョシュ。バーネット
  - 120号　2008年　ミルコ・クロコップ
  - 134号　2009年　辰吉丈一郎
  - 138号　2009年　エメリヤーエンコ・ヒョードル他多数。
- UNIVERSAL TATTOO 台湾のTATTOO誌
  - VOL.22 2010年　KATSUTA(TOKYO HARD CORE TATTOO)
  - VOL.23 2010年　ASUMIN (TOKYO HARD CORE TATTOO)
- MMA LEGEND
  - NO.1 2010年　エメリヤーエンコ・ヒョードル
  - NO.2 2010年　ヴァンダレイ・シウバ